# 5 000 meter för herrar i friidrott vid olympiska sommarspelen 1976
5 000 meter herrar vid olympiska sommarspelen 1976 i Montréal avgjordes 28-30 juli. 

## Medaljörer
| Gren        | Guld                  | Guld     | Silver                  | Silver   | Brons                                  | Brons    |
| 5 000 meter | Lasse Virén · Finland | 13.24,76 | Dick Quax · Nya Zeeland | 13.25,16 | Klaus-Peter Hildenbrand · Västtyskland | 13.25,38 |

## Resultat

### Final
| Placering | Final                         | Tid      |
| --------- | ----------------------------- | -------- |
|           | Lasse Virén (FIN)             | 13.24,76 |
|           | Dick Quax (NZL)               | 13.25,16 |
|           | Klaus-Peter Hildenbrand (FRG) | 13.25,38 |
| 4.        | Rod Dixon (NZL)               | 13.25,50 |
| 5.        | Brendan Foster (GBR)          | 13.26,19 |
| 6.        | Willy Polleunis (BEL)         | 13.26,99 |
| 7.        | Ian Stewart (GBR)             | 13.27,65 |
| 8.        | Aniceto Simões (POR)          | 13.29,38 |
| 9.        | Knut Kvalheim (NOR)           | 13.30,33 |
| 10.       | Detlef Uhlemann (FRG)         | 13.31,07 |
| 11.       | Enn Sellik (URS)              | 13.36,72 |
| 12.       | Paul Geis (USA)               | 13.42,51 |
| 13.       | Pekka Päivärinta (FIN)        | 13.46,61 |
| —         | Boris Kuznetsov (URS)         | DNF      |

### Försöksheat
| Placering | Heat 1                   | Tid      |
| --------- | ------------------------ | -------- |
| 1.        | Dick Quax (NZL)          | 13.30,85 |
| 2.        | Paul Geis (USA)          | 13:32.36 |
| 3.        | Boris Kuznetsov (URS)    | 13:32.78 |
| 4.        | Lasse Virén (FIN)        | 13:33.39 |
| 5.        | Jean-Marie Conrath (FRA) | 13:34.39 |
| 6.        | Luis Hernández (MEX)     | 13:36.42 |
| 7.        | Ilie Floroiu (ROU)       | 13:37.09 |
| 8.        | Toshiaki Kamata (JPN)    | 13:38.22 |
| 9.        | David Black (GBR)        | 13:39.37 |
| 10.       | Edmundo Warnke (CHI)     | 13:39.69 |
| 11.       | Edward Leddy (IRL)       | 13:40.54 |
| 12.       | Fernando Cerrada (ESP)   | 13:43.89 |
| 13.       | Dieudonné LaMothe (HAI)  | 18:50.07 |
| —         | Emiel Puttemans (BEL)    | DNF      |

| Placering | Heat 2                        | Tid      |
| --------- | ----------------------------- | -------- |
| 1.        | Willy Polleunis (BEL)         | 13.45,24 |
| 2.        | Pekka Päivärinta (FIN)        | 13:45.77 |
| 3.        | Klaus-Peter Hildenbrand (FRG) | 13:45.85 |
| 4.        | Ian Stewart (GBR)             | 13:45.94 |
| 5.        | Rodolfo Gómez (MEX)           | 13:46.23 |
| 6.        | Grant McLaren (CAN)           | 13:46.40 |
| 7.        | Duncan MacDonald (USA)        | 13:47.14 |
| 8.        | Tibaduiza Reyes (COL)         | 13:49.49 |
| 9.        | Venanzio Ortis (ITA)          | 13:52.40 |
| 10.       | Hossein Rabbi (IRI)           | 14:47.12 |
| 11.       | John Kokinai (PNG)            | 14:58.33 |
| —         | David Fitzsimons (AUS)        | DNS      |
| —         | Carlos Lopes (POR)            | DNS      |
| —         | Knut Børø (NOR)               | DNS      |

| Placering | Heat 3                      | Tid      |
| --------- | --------------------------- | -------- |
| 1.        | Brendan Foster (GBR)        | 13.20,34 |
| 2.        | Rod Dixon (NZL)             | 13:20.48 |
| 3.        | Knut Kvalheim (NOR)         | 13:20.60 |
| 4.        | Enn Sellik (URS)            | 13:20.81 |
| 5.        | Detlef Uhlemann (FRG)       | 13:21.08 |
| 6.        | Aniceto Simões (POR)        | 13:21.93 |
| 7.        | Lasse Orimus (FIN)          | 13:23.43 |
| 8.        | Marc Smet (BEL)             | 13:23.76 |
| 9.        | Dick Buerkle (USA)          | 13:29.01 |
| 10.       | Jacques Boxberger (FRA)     | 13:36.94 |
| 11.       | Markus Ryffel (SUI)         | 13:46.07 |
| —         | Mohamed Benbaraka (MAR)     | DNS      |
| —         | Shetwy Al-Bishy (KSA)       | DNS      |
| —         | José Andrade da Silva (BRA) | DNS      |